# Ağacqala
Ağacqala è un comune dell'Azerbaigian situato nel distretto di Tovuz. Conta una popolazione di 334 abitanti.